# Heřman Czirolnik
Heřman Czirolnik nebo slovensky Herman Czirolnik (Cyrulnyk, uk: Цирульник) (30. září 1896 Nitra – 1. července 1986 Praha) byl československý boxer židovského původu. Mezi lety 1924 až 1930 držitel mistrovského pásu střední váhy UBP.

## Sportovní kariéra
Narodil se v slovenské Nitře do židovské rodiny. K boxingu se dostal jako voják v první světové válce. Byl nasazen u námořního letectva K. u. K. Seeflugwesen. Po návratu z války v roce 1918 přijal československé občanství a usadil se v Praze. Jako boxer profesionál se začal v ringu objevovat v roce 1919. Jeho starší bratr Béla působil jako profesionál ve Vídni.
V Praze se připravoval na zápasy v Hoyerově boxérské škole. Připravoval se a vedl kurzy boxingu také v tělocvičně něméckého šermířského klubu HFK Barbasetti v Mariánské ulici (dnešní Opletalova). Známá je jeho spolupráce s tureckým boxerem Sabri Mahirem, který mezi lety 1922–1923 působil v Praze. K jeho neznámějším svěřencům patřili Ljubo Janatka nebo Jaroslav Svoboda. Ze známějších osobností patřil mezi jeho cvičence například automobilový závodník Čeněk Junek.
V prosinci 1919 vyzval držitele mistrovského titulu ve střední váze Willyho Hofreitera k zápasu o titul a ten výzvu akceptoval. Zápas v hotelu Adria dovedl jeho soupeř k remíze a titul republikového mistra ve střední váze udržel. V dalších letech se v ringu mimo exhibičních zápasů neobjevoval. V září 1922 vyzval nového držitele mistrovského titulu Williho Spörla k souboji. Spörl však výzvu odmítl s odůvodněním, aby předtím absolvoval zápas s jiným boxerem, kterým dokáže, že je hoden držitele titulu vyzvat. V říjnu porazil K.O. ve třetím kole Willyho Hofreitera. K zápasu se Spörlem však nikdy nedošlo, protože se v listopadu v zápase s Václavem Sýkorou vážně zranil na ruce.

### Dobývání titulu, zahraniční trenéři (1923–1924)
Na přelomu roku 1922 a 1923 se dostal do výborné formy. Spolupráce se Sabri Mahirem začala nést ovoce. Jeho formu odnesli K.O. Rakušan Hans Wesselitsch a Němec Georg Miers. Koncem ledna startoval poprvé doma na Slovensku v Bratislavě. Němce Rolfa Klinga poslal ve třetím kole tvrdým úderem K.O. k zemi. Na březen měl od Joe Jahelky domluvený zápas na Žofíně s Němcem Erichem Milenzem. Ze zápasu se však omluvil kvůli zranění. Důvodem asi nebylo ani tak vážné zranění, ale protest proti roční diskvalifikaci svého trenéra Mahira UBPou – v únoru byl Mahir diskvalifikován za hrubé chování, nejen v Česku, ale i v dalších zemích (Německo, Rakousko). Mezitím několikrát vyzval k zápasu o titul jeho nového držitele Václava Sýkoru, ale vyjednávání o smlouvě s Czirolnikem nebylo nikdy formální, podle šablony. Manažer Sýkory Joe Jahelka výzvu v dopise potvrdil a stanovil, že vítěz tohoto utkání má dostati mimo titulu 5000 Kč, poražený ničeho. Czirolnikův manažer Sabri Mahir podmínky příjámá, ale podmiňuje si, že zápas nebude pořádán Jahelkou, jenž je soupeřovým manažerem. Jahelka zpátky odepsal, své stanovisko. Do toho vstupovala Československá unie boxerů profesionálů (UBP), která po Czirolnikovi vyžadovala minimálně dvě utkání proti jiným československým boxerům. K reálnému podpisu smlouvy k mistrovskému zápasu nedocházelo. V říjnu v Lucerně porazil K.O. ve třetím kole Dána Thomase Jørgensena a přes noviny opakovaně výzýval Václava Sýkoru k mistrovskému zápasu a pro svého bratra Bélu v těžké váze proti Franku Rosovi. Rose byl aktuálně v Jižní Americe a Sýkora na výzvy, potom co jeho manažer Joe Jahelka odjel to Spojených států, nereagoval.
V únoru 1924 se měl na boxerském večeru v Lucerně utkat s Ruddie Frolikem, ale v lednu se rozhodl zvednout kotvy a odjet na zkušenou do Londýna. Koncem února v tisku probleskla zpráva, že má na květen domluvený zápas s Francouzem Paulem Fritschem na boxerském galavečeru ve Vídni jehož hlavní hvězdou měl být držitel mistrovského pásu EBU Francouz Georges Carpentier. 28. února nastoupil v Londýně poprvé proti domácím Billu Pritchardu. Vyrovnaný zápas prohrál na body a zanechal pozitivní dojem nejen mezi diváky v publiku, ale také v britském tisku, který ho překřtil na Cirola. V březnu přišla pro něho z Česlovenska dobrá zpráva, že Václav Sýkora s boxingem končí z ekonomických důvodů a titul republikového mistra střední váhy je volný. O uvolněný titul se měl utkat s Ruddie Frolikem, ale ještě v květnu psal do Národních listů, že pro červencový zápas s Frolíkem stále nemá dojednanou smlouvu. V dubnu se vrátil z Londýna domů a připravoval se na proponovaný zápas ve Vídni. Noviny však uváděli jiné jmeno než v únoru, namísto Paula Fritsche měl boxovat s černým Američanem Jimmem Lyggetem. Nakonec však na této štědře dotované akci nestartoval. Smlouvu na zápas s Frolíkem se po útrapách podařilo dojednat – 15. kol, 4 uncové rukavice, měkké bandáže. Zápas se konal 5. července a měl rychlý průběh. Frolík jak bylo jeho zvykem zasypal v zápalu boje soupeře od úvodu smrští ran. Dvě v průběhu druhého směřovali do slabin Czirolnika za což ho rozhodčí George Payne diskvalifikoval. Po skončení zápasu se strhla rvačka v publiku i ringu mezi sekundanty. Při přebírání putovního mistrovského pásu udělal dojem na představitele UBP prohlášením, že bude čestně hájit svůj titul a následně políbil státní znak na pásu.
V září 1924 měla v Stavovském divadle premiéru groteskní veselohra "Boxerský zápas" od Františka Zavřela. Při nacvičování veselohry působil jako odborný poradce. V říjnu odmítl výzvu vycházející hvězdy německého boxu Hermanna Herseho s odůvodněním, že je ochoten přijmout výzvu first-class boxera střední váhy, bude-li mu dán čas několik týdnů se na zápas pořádně připravit. Sportovní poměry v Československu mu neumožňovali se věnovat boxingu plnohodnotně, proto je byl nucen vydělávat si jinde. Na Václavském náměstí měl otevřený obchod s domácími spotřebiči Elektrodům "Franka".

### Obhajoby titulu, podnikání (1925–1930)
V roce 1925 dlouho nereflektoval na výzvy svých soupeřů. Jako omluvu uvedl, že byl zaneprázdněn jako pilot na vojenském cvičení. V květnu začal vyjednávat o smlouvě k odvetnému zápasu o mistrovský pás s Ruddie Frolikem. Prvnotní informace mluvili o termínu zápas 14. června na Smíchově. V červnu promotér zápasu Jiří Hoyer mluvil o 20. červnu na Letné. Zápas byl nakonec odložen na podzim kvůli vysokým požadavkům Frolíka. Situaci se snažil využít bývalý držitel titulu Václav Sýkora, který Czirolnika vyzval s tím, že má opět natrénováno a jeho finanční požadavky nejsou veliké. Promotér Jiří Hoyer k tomuto nekonečnému vyzývání a vyjednávání poznamenal "raději bych viděl, věřte hoši, boj s rukavicem v ringu. Situace na podzim nebyla jiná. V prosinci Ruddie Frolik odplul natrvalo do Spojených států za svým bývalým trenérem a manažerem Joe Jahelkou.
V roce 1926 ho vyzval k zápasu o mistrovský titul Frank Dykast, který léta boxoval ve velterové váze. Zápas byl domluven na 20. května v Praze v Lucerně – 10 kol po 3 minutách, 6uncové rukavice a měkké bandáže. Jeho soupeře limitovala nižší hmotnost cca 8 kg. Národní listy jejich vzájemný souboj hodnotili jako pravý boxing, který v Praze dlouho nebyl. Rušilo ho pouze nemístné publikum, někteří jedinci co si přišli vylít svoji frustraci. Boxovalo se povětšinou na blízko, v klinči. Zápas byl po 10. kol vyhodnocen jako nerozhodný a tímto verdiktem si udržel mistrovský pás pro další období. Ten se protáhl na dlouhé 4 roky. Teprve v lednu 1930 se našel vyzyvatel. Byl jím opět Frank Dykast.
S příchodem Franty Nekolného do profesionálního ringu v prosinci 1929 pravděpodobně došlo k určitých zákulisním dohodám. Nekolný měl získat titul ve velterové váze, který byl dlouhé roky v držení jeho mentora a trenéra Franka Dykasta. Dykast měl proto vážný důvod, proč po letech opět vyzvat Heřmana Czirolnika k zápasu o mistrovský titul ve váze střední. Původně navržený termín 10. březen nebyl tradičně dodržen. V březnu se psalo o konci dubna 26. nebo 28. v paláci Lucerna. Následně se zjistilo, že v tomto období mají sál rezervovaný zápasníci, a datum zápasu se posunul na květen. Termín mistrovského zápasu byl nakonec definitivně určen na 2. květen 1930 – 12. kol po 3 minutách. Zápas skončil očekávaným vítězstvím Dykasta. Na Czirolnikovi se podepsala dlouhá absence ostrého boxerského zápasu. V 6. kole mu viditelně došly síly a v 7. kole po srazení k zemi zápas vzdal. Byl to poslední Czirolnikův zápas v ringu.
V následujících letech se věnoval podnikatelské činnosti v Praze. Bydlel v ulici Jindřicha Plachty 3 (byv. Žižkova, Tučného) na Smíchově. Za Protektorátu byl jako žid deportován do koncentračního tábora, který se mu podařilo přežít. Po návratu do Prahy v roce 1945 získal zpátky svoji prodejnu elektrických spotřebičů na Václavském náměstí 14. O obchod pravděpodobně přišel po znárodňování po roce 1948. Po odchodu do penze žil střídavě v Praze a na chatě v Březové u Prahy, kde měl jednomu z chatařů vyprávět, že jeho bratr Béla Czirolnik zemřel v USA v boxerském ringu.
V roce 1971 ovdověl, když zemřela jeho manželka Ludmila. Zemřel v roce 1986 v požehnaném věku nedožitých 90 let.

### Výsledky zápasů
| Profesionální zápasy v boxingu | Profesionální zápasy v boxingu | Profesionální zápasy v boxingu | Profesionální zápasy v boxingu | Profesionální zápasy v boxingu | Profesionální zápasy v boxingu                      | Profesionální zápasy v boxingu     |
| Výsledek                       | Bilance                        | Soupeř                         | Výsledek                       | Datum                          | Promoce                                             | Místo                              |
| ------------------------------ | ------------------------------ | ------------------------------ | ------------------------------ | ------------------------------ | --------------------------------------------------- | ---------------------------------- |
| prohra                         |                                | Frank Dykast (TCH)             | T.K.O. (7. kolo)               | 2. května 1930                 | U.B.P. o titul rep. mistra ve střední váze          | Palác Lucerna, Praha               |
| remíza                         |                                | Frank Dykast (TCH)             | PTS (10. kol)                  | 20. května 1926                | U.B.P. o titul rep. mistra ve střední váze          | Palác Lucerna, Praha               |
| vítězství                      |                                | Ruddie Frolik (TCH)            | DQ (2. kolo)                   | 5. června 1924                 | U.B.P. o titul rep. mistra ve střední váze          | Palác Lucerna, Praha               |
| vítězství                      |                                | Frank Rugg (GBR)               | K.O. (3. kolo)                 | 17. března 1924                |                                                     | National Sporting Club, Londýn     |
| vítězství                      |                                | George Ball (GBR)              |                                | 6. března 1924                 |                                                     | Londýn                             |
| prohra                         |                                | Billy Pritchard (GBR)          | PTS (15. kol)                  | 28. února 1924                 |                                                     | The Ring, Blackfriars Road, Londýn |
| vítězství                      |                                | Thomas Jørgensen (DEN)         | K.O. (3. kolo)                 | 23. listopadu 1923             |                                                     | Palác Lucerna, Praha               |
| vítězství                      |                                | Hans Wesselitsch (AUT)         |                                | 10. srpna 1923                 |                                                     | Weigl Arena, Vídeň                 |
| vítězství                      |                                | Rolf Kling (GER)               | K.O. (3. kolo)                 | 28. ledna 1923                 |                                                     | Rotunda, Bratislava                |
| vítězství                      |                                | Georg Miers (GER)              | K.O. (5. kolo)                 | 8. ledna 1923                  |                                                     | Palác Lucerna, Praha               |
| vítězství                      |                                | Hans Wesselitsch (AUT)         | K.O. (8. kolo)                 | 3. prosince 1922               |                                                     | Sofiiny sály, Vídeň                |
| vítězství                      |                                | Willy Hofreiter (TCH)          | K.O. (3. kolo)                 | 3. října 1922                  |                                                     | Palác Žofín, Praha                 |
| vítězství                      |                                | Jiří Hoyer (TCH)               |                                | 15. března 1920                |                                                     | Palác Žofín, Praha                 |
| remíza                         |                                | Willy Hofreiter (TCH)          | (10. kol)                      | 21. prosince 1919              | Sportovní listy o titul rep. mistra ve střední váze | Palác Adria Praha                  |
| prohra                         |                                | August Kudernatsch (AUT)       |                                | 29. listopadu 1919             |                                                     | Tělocvična na Cejlu, Brno          |